# إدوين بالمر
إدوين بالمر (بالإنجليزية: Edwin Balmer)‏ (26 يوليو 1883 - 21 مارس 1959)؛ كاتب وروائي أمريكي.

## روابط خارجية
- إدوين بالمر على موقع IMDb (الإنجليزية)
- إدوين بالمر على موقع قاعدة بيانات الفيلم (الإنجليزية)